# Zeina Ghandour
Zeina Ghandour, född 1966 i Beirut, är en libanesisk-brittisk jurist och författare. Hon har palestinsk bakgrund, men växte upp i Beirut och London, där hon blivit kvar. Numera är hon brittisk medborgare.
Ghandour har studerat juridik vid University of Kent och är jur.mag. i islamisk och judisk rätt. Hon arbetar med asylärenden och har varit valobservatör i flera länder. Hon har deltagit i projekt för främjande av mänskliga rättigheter i Palestina.
Hennes roman The Honey (2000) finns översatt till svenska som Honung (Alhambra förlag, 2001).